# El Vilar (Rupit i Pruit)
El Vilar és una masia a uns 3 km al nord de Rupit (Osona) inclosa a l'Inventari del Patrimoni Arquitectònic de Catalunya. Antic mas registrat al fogatge de la parròquia i terme de Sant Andreu de Pruit de l'any 1553. Aleshores habitava el mas un tal Pere Vilar.

## Arquitectura
Masia de planta rectangular coberta a dues vessants i amb el carener perpendicular a la façana, orientada a migdia. A ponent s'hi adossa un cos més baix que consta només de planta baixa i primer pis, cobert a una vessant. La façana presenta un portal de grosses dovelles i un altre a la part esquerra amb llinda damunt del qual hi ha una bonica finestra d'arc còncau i amb forma goticitzant. El mas s'està reformant i l'única data constructiva que conserva es troba damunt el portal adovellat: 1676. Al costat n'hi ha una altra amb l'ampit motllurat i al segon pis unes grans obertures. A la part dreta del portal adovellat hi ha un balconet i damunt el portal dues finestres, una de les quals és datada. A tramuntana hi ha finestres amb espieres. A llevant s'hi adossa un altre cos.
És construïda amb pedra sense polir, unida amb calç, i els escaires i obertures són de pedra ben picada. És un ampli casal en el que s'endevinen diverses etapes constructives, tant pels materials emprats com per les estructures.
Al costat hi ha la cabana de planta rectangular, coberta a dues vessants i recolzada sobre el desnivell del terreny. Està situada a ponent del mas i el carener es perpendicular al portal d'entrada, el qual es rectangular, amb una llinda de fusta i un ampli finestral situat al damunt d'aquest. A la part esquerre, sota la vessant, hi ha un cos mig descobert, és a dir que no forma murs, el vessant se sostingut per petits pilars recolzats damunt el mur. Llevat del gran finestral les altres obertures són petites i es troben distribuïdes a la planta. Es construïda amb pedra sense polir.